# 七里街道 (汉中市)
七里街道，是中华人民共和国陕西省汉中市汉台区下辖的一个乡镇级行政单位。

## 行政区划
七里街道下辖以下地区：
新桥社区、七里村、朱家营村、崔家营村、汪家山村、九女村、吴基庄村、周家湾村、魏家坝村、季丰村、烈火村、光辉村、曹家营村、利民村、金华村、金江村、文家庙村、马家坝村、新民寺村、胡家扁村、田家庙村、染房营村、留马山村和师家坪村。